# Route nationale 3 (Saint-Pierre-et-Miquelon)
Pour les articles homonymes, voir Route nationale 3.
La route nationale 3 ou RN 3 est une route nationale française de Saint-Pierre-et-Miquelon.

## Tracé
- Phare du Cap-Blanc
- Miquelon-Centre
- Grand Étang